# (21123) 1992 YP2
(21123) 1992 YP2 est un astéroïde de la ceinture principale d'astéroïdes découvert en 1992.

## Description
(21123) 1992 YP2 a été découvert le 18 décembre 1992 au Centre de recherches en géodynamique et astrométrie (CERGA), à Caussols en France, par Eric Walter Elst.

### Caractéristiques orbitales
L'orbite de cet astéroïde est caractérisée par un demi-grand axe de 2,46 UA, un périhélie de 2,16 UA, une excentricité de 0,12 et une inclinaison de 8,88° par rapport à l'écliptique. Du fait de ces caractéristiques, à savoir un demi-grand axe compris entre 2 et 3,2 UA et un périhélie supérieur à 1,666 UA, il est classé, selon la JPL Small-Body Database, comme objet de la ceinture principale d'astéroïdes.

### Caractéristiques physiques
(21123) 1992 YP2 a une magnitude absolue (H) de 15,1 et un albédo estimé à 0,292.